# Robert Sturdy
Robert Sturdy (* 22. Juni 1944 in Wetherby, West Yorkshire) ist ein britischer Politiker der Conservative Party.

## Leben
Sturdy besuchte das Ashville College in Harrogate und lernte dort Buchhaltung. Er bewirtschaftete danach den Gutshof der Familie. Er ist Hobby-Imker und Vize-Präsident der Cambridgeshire Beekeepers Association. Sein Sohn Julian Sturdy wurde ebenfalls  Politiker und übernahm den väterlichen Hof.
Sturdy ist seit 1994 konservativer Abgeordneter im Europäischen Parlament, 1994–1999 für Cambridge and Bedfordshire North, danach für die Eastern Region in Yorkshire. Er ist in dem Komitee zur Maul- und Klauenseuche tätig. Er ist ferner Mitglied der Königlichen Gesellschaft für Vogelschutz und Schatzmeister der Land Use and Food Policy Intergroup.